# Синьи (Сюйчжоу)
Синьи́ (кит. упр. 新沂, пиньинь Xīnyí) — городской уезд городского округа Сюйчжоу провинции Цзянсу (КНР). Городской уезд назван в честь реки Синьихэ.

## История
В 1949 году на стыке четырёх уездов был создан уезд Синьань (新安县). В 1952 году в связи с тем, что в провинции Хэнань имелся уезд с точно таким же названием, уезд Синьань был переименован в уезд Синьи (新沂县). В 1953 году был создан Специальный район Сюйчжоу (徐州专区), и уезд вошёл в его состав.
В 1970 году Специальный район Сюйчжоу был переименован в Округ Сюйчжоу (徐州地区).
В 1983 году был расформирован Округ Сюйчжоу и образован городской округ Сюйчжоу, и уезд вошёл в его состав.
В 1990 году уезд был преобразован в городской уезд.

## Административное деление
Городской уезд делится на 4 уличных комитета и 13 посёлков.